# Team NetApp/Saison 2010
Dieser Artikel listet Erfolge und Mannschaft des Radsportteams NetApp in der Saison 2010 auf.

## Erfolge in Europe Tour
| Datum         | Rennen                       | Kat. | Fahrer              |
| ------------- | ---------------------------- | ---- | ------------------- |
| 24. März      | 3. Etappe Tour de Normandie  | 2.2  | Daniel Schorn       |
| 29. Juli      | 2. Etappe Tour Alsace        | 2.2  | Alex Meenhorst      |
| 2. September  | 2. Etappe Slowakei-Rundfahrt | 2.2  | Daniel Schorn       |
| 6. September  | 6. Etappe Slowakei-Rundfahrt | 2.2  | Daniel Schorn       |
| 25. September | Praha-Karlovy Vary-Praha     | 1.2  | Andreas Schillinger |

## Mannschaft
Die Saison 2010 begann das Team NetApp mit einem 14-köpfigen Kader. Zum 1. Juli wurde Andreas Dietziker verpflichtet, der von Vorarlberg-Corratec zum Team NetApp wechselte. Etwa zur selben Zeit wurde Nico Keinath entlassen. Wegen einer abgeknickten Arterie im rechten Bein hätte er nach einer Operation für die restliche Saison pausieren müssen. Die Teamleitung akzeptierte dies jedoch nicht und löste seinen Vertrag auf.
| Fahrer              | Geburtsdatum      | Land        |
| ------------------- | ----------------- | ----------- |
| Jan Bárta           | 7. Dezember 1984  | Tschechien  |
| Eric Baumann        | 21. März 1980     | Deutschland |
| Cesare Benedetti    | 3. August 1987    | Italien     |
| Dimitri Claeys      | 18. Juni 1987     | Belgien     |
| Bastien Delrot      | 1. Mai 1986       | Frankreich  |
| Andreas Dietziker   | 15. Oktober 1982  | Schweiz     |
| Huub Duyn           | 1. September 1984 | Niederlande |
| Tassilo Fricke      | 16. Juli 1991     | Deutschland |
| Alexander Gottfried | 5. Juli 1985      | Deutschland |
| Alex Meenhorst      | 26. Februar 1987  | Neuseeland  |
| Andreas Schillinger | 13. Juli 1983     | Deutschland |
| Daniel Schorn       | 21. Oktober 1988  | Österreich  |
| Michael Schwarzmann | 7. Januar 1991    | Deutschland |
| Timon Seubert       | 23. April 1987    | Deutschland |